# 京楽エンタテインメント・リテイルズ
京楽エンタテインメント・リテイルズ株式会社（きょうらくエンタテインメント・リテイルズ）は、愛知県名古屋市中区に本社を置く不動産会社である。

## 概要
大手パチンコメーカー京楽産業.株式会社の子会社でサンシャイン栄の運営のほか飲食店の経営やキャラクター商品の企画・制作・販売、ネットショップ事業なども行っている。
子会社にSKE48が所属していた株式会社ピタゴラス・プロモーションを持つ。

## 沿革
- 2003年（平成15年）4月1日 - 京楽栄開発株式会社として設立[1]。
- 2005年（平成17年）2月25日 - サンシャイン栄がオープン[3]。
- 2008年（平成20年）6月6日 - サンシャイン栄がリニューアルオープン[4]。
- 2014年（平成26年）10月 - 京楽エンタテインメント・リテイルズ株式会社に商号を変更[1]。

## グループ会社
- 株式会社京楽産業ホールディングス
- 株式会社オッケー.（旧・まさむら遊機）
- 京楽ピクチャーズ．株式会社
- KYORAKU AMAZE MAGICS株式会社
- ニッコウ電機株式会社
- 株式会社京楽
- KYORAKU吉本.ホールディングス株式会社